# 4896 Tomoegozen
4896 Tomoegozen (1986 YA) là một tiểu hành tinh vành đai chính được phát hiện ngày 20 tháng 12 năm 1986 bởi Niijima và Urata ở Ojima.